# Петров, Олег Фёдорович
Оле́г Федорович Петров́ (род. 2 августа 1961, Евпатория, Крымская область) — российский физик, специалист в области экспериментального изучения низкотемпературной плазмы с частицами дисперсной фазы, академик РАН (2016).

## Биография
Родился 2 августа 1961 года в Евпатории.
В 1985 году — с отличием окончил факультет молекулярной и химической физики МФТИ, а в 1988 году — очную аспирантуру этого же института и защитил кандидатскую диссертацию.
С 1988 года работает в Институте высоких температур (ИВТ) АН СССР (сейчас это — Объединённый институт высоких температур РАН).
В 2000 году — защитил докторскую диссертацию.
В 2006 году — присвоено учёное звание профессора.
В 2008 году — избран членом-корреспондентом РАН.
В 2016 году — избран академиком РАН.
В 2018 году — возглавил ОИВТ РАН.
Руководитель кафедры Физики высоких плотностей энергии МФТИ.

## Научная деятельность
Специалист в области экспериментального изучения низкотемпературной плазмы с частицами дисперсной фазы (пылевой плазмы), разработки методов её диагностики и использования их результатов в энергетике.
Выполнил цикл приоритетных экспериментальных исследований структурных, динамических свойств и транспортных свойств пылевой плазмы в лабораторных условиях, в условиях микрогравитации (на орбитальной станции «Мир» и Международной космической станции), во внешних полях в широком диапазоне температур и давлений: в плазме газовых разрядов при комнатных и криогенных температурах, в плазме, индуцированной ультрафиолетовым излучением, в электронно-пучковой плазме, в термической плазме.
Входит в состав Ученого совета ОИВТ РАН, Специализированного совета ОИВТ РАН по защите кандидатских и докторских диссертаций, является председателем секции Научного Совета РАН по проблеме «Физика низкотемпературной плазмы».
Главный редактор журнала «Теплофизика высоких температур» (с 2021). Член Европейского физического общества (European Physical Society),Американского Института инженеров электрики и электроники (The Institute of Electrical and Electronics Engineers).
Автор более 400 научных работ, в том числе 7 монографий ,  2х авторских свидетельств и 2х патентов на изобретение. Под его руководством защищено 12 кандидатских диссертаций, он был научным консультантом 2 докторских диссертаций.

## Монографии, учебники[1]
1. Молотков В. И., Нефедов А. П., Петров О. Ф., Храпак А. Г., Храпак С. А. Плазма с конденсированной фазой. Энциклопедия низкотемпературной плазмы (под. ред. Фортова В. Е.). Вводный том III. Раздел VI. Взаимодействие низкотемпературной плазмы с конденсированным веществом, газом и электромагнитным полем. VI.2. Плазма с конденсированной фазой. Москва, «Наука», МАИК «Наука/Интерпериодика», 2000.
2. Молотков В. И., Ваулина О. С., Петров О. Ф., Фортов В. Е. Диагностика пылевой плазмы. Энциклопедия низкотемпературной плазмы (под. ред. Фортова В. Е.). Серия Б. Справочные приложения, базы и банки данных. Том V-1. Диагностика низкотемпературной плазмы. Москва, Янус-К, 2006.
3. Фортов В. Е., Храпак А. Г., Храпак С. А., Молотков В. И., Петров О. Ф. Пылевая плазма: теория и эксперимент. Энциклопедия по физике низкотемпературной плазмы (под. ред. Фортова В. Е.). Серия А. Прогресс в физике и технике низкотемпературной плазмы. Тематический том I-2. Пылевая плазма. Москва, Янус-К, 2006.
4. Ваулина О. С., Петров О. Ф., Фортов В. Е., Храпак А. Г., Храпак С. А. Пылевая плазма (эксперимент и теория), Москва: Физматлит. 2009.-316 с.
5. Vladimir E. Fortov, Alexey G. Khrapak, Vladimir I. Molotkov, Gregor E. Morfill, Oleg F. Petrov, H. M. Thomas, Olga S. Vaulina, S. V. Vladimirov. Types of experimental complex plasmas. Complex and Dusty Plasmas: From Laboratory to Space. Edited by Vladimir E.Fortov and Gregor E.Morfill. CRC Press. Taylor&Francis Book (2010). P.1-98.

## Награды
- Премия Правительства Российской Федерации в области образования (в составе группы, за 2010 год) — за научно-практическую разработку «Научные исследования и учебные пособия по физике низкотемпературной плазмы»[5]
- Международная премия имени академика А.В. Лыкова 2018 года Национальной академии наук Беларуси.
- Медаль ордена «За заслуги перед Отечеством» II степени.[6]
- Медаль Министерства образования и науки РФ «За вклад в реализацию государственной политики в области научно-технологического развития» (2022).
- Медаль «В память 850-летия Москвы» (1997)